# 阿蒂加斯主义倾向
阿蒂加斯主义倾向（西班牙語：Vertiente Artiguista）是乌拉圭的一个中间偏左政党。该党成立于1989年，得名于乌拉圭民族英雄何塞·赫瓦西奥·阿蒂加斯。该党的意识形态是阿蒂加斯主义、社会民主主义、进步主义。该党的主席是恩里克·卢比奥。该党的总部位于蒙得维的亚。该党的青年翼是倾向青年。该党是广泛阵线和圣保罗论坛的成员。